# Петрача (король)
Петрача (тайськ.: เพทราชา; 1632-1703) — король Аюттхаї (рр. правління 1688-1703), засновник останньої аюттхайської династії. Петрача був одним з найближчих радників короля Нарая (рр. правління 1657-1688). Крім того, Петрача обіймав посаду Командира слонової гвардії в Королівській армії Аюттхаї.

## Походження
Петрача народився в 1632 році в провінції Супанбурі. Де ла Лубера писав, що Петрача був двоюрідним братом короля Нарая, а його мати служила медсестрою короля. Крім того, відомо, що сестра Петрачі була однією з дружин Нарая.

## Кар'єра
Петрача був Командиром слонового корпусу Королівської армії Аюттхаї. Разом з королем Нараєм Петрача створив керівництво по догляду за слонами і управління цими тваринами під час військових походів. Петрачу іноді називали «Принцом слонів».
Багато тайських істориків відзначали, що Петрача не прагнув зайняти королівський престол. У той же час західні історики стверджували, що Петрача був дуже амбітним молодим чоловіком. Крім того, Петрача був досить популярною особою серед офіцерів сіамської армії. Відомо, що Петрача був палким послідовником буддизму, що забезпечило йому повагу і підтримку з боку буддійської сангхи, яка в той період мала величезний вплив на сіамське суспільство. Король Нарай довіряв Петрачі, присвячував його в особисті справи і призначав регентом, коли покидав Аюттхаю.

## Революція в Сіамі в 1688 році
У XVII столітті Сіам вважався одним з найважливіших держав у регіоні Південно-Східної Азії. Держава знаходилось на перехресті торговельних шляхів з Близького Сходу в Японію та Китай. Це не могло не привертати країни Заходу, які перебували в постійних пошуках ринків збуту власних товарів. В 1660-і рр .. уряд Сіаму був стурбований можливим вторгненням голландців і англійців. У цей період сіамці сподівалися на те, що розвиток торговельних і дипломатичних відносин з Францією забезпечить їм підтримку цієї країни в конфліктах з Англією і Голландією.
Тим не менш, у Франції були свої плани на Сіам, який в 1680-х рр. став точкою поширення геополітичного впливу країни. В Аюттхаї була розташована штаб-квартира суспільства Паризьких іноземних місій. Шляхом активної пропаганди католицької віри і місіонерської діяльності планувалося звернути сіамців в католицтво, а потім перетворити Сіам у свою колонію, використовувати ресурси країни у своїх цілях. У 1680-х рр. король Нарай вже перебував під впливом французького агента Констанція Фалькона.
Пра Петрача був проти укладення будь-яких договорів з Францією. Петрача запевняв Нарая і королівську раду, що Сіам — не перша країна, куди з «благими» намірами прийшли європейці. Петрача стверджував, що у Сіаму ще є шанс повернути країні повну незалежність. Тим не менш, Нарая не прислухався до свого радника, оскільки вважав, що Франція допоможе в боротьбі з Англією і Голландією, а якщо відмовитися від допомоги, то Сіаму доведеться шукати сили на війну не з двома противниками, а з трьома. У 1687 році були підписані «Угоди» між Сіамом і Францією, згідно з яким Франція фактично отримала реальну владу над країною. Тим не менш, назрівала криза, народ не зміг витерпіти засилля іноземців. Пра Петрача скликав вірних йому чиновників і офіцерів. На загальній раді було прийнято рішення протистояти французам. Воєначальник Петрача розумів, що головна сила руху — це народ. З цієї причини новоявлена опозиція стала вести активну пропаганду серед народу. Петрача закликав народ виступити проти іноземців, обіцяв знизити податки, коли французи покинуть Сіам. У травні 1688 року у Лопбурі спалахнуло повстання. 
За підтримки військових і буддійського духовенства 17—18 травня 1688 року був заарештований король Нарай. Констанцій Фалькон був заарештований за звинуваченням у державній зраді, а потім обезголовлений. Убили сина короля Мам Пі і багатьох членів сім'ї Нарая. Його правонаступники по праву були вбиті 9 липня. Сам король Нарай помер в ув'язненні 10—11 липня. Пхра Пхетрача був коронований 1 серпня. Коса Пан, колишній посол у Франції, прихильник Петрачі, став міністром закордонних справ і торгівлі.
Принцесі Кромлуан Йотатепа довелося одружитися з Петрачею і стати королевою.
Петрача вступив у переговори з командиром французької армії — генералом Десфаржем, що отаборився біля   Бангкоку. Було підписано угоду про евакуацію французьких військ.